# Nông nghiệp sinh thái
Nông nghiệp sinh thái được nhìn nhận là mục tiêu cao cấp bởi những người ủng hộ nông nghiệp bền vững. Nông nghiệp sinh thái không giống như canh tác hữu cơ, tuy nhiên có nhiều điểm tương đồng và không trái ngược nhau. Canh tác sinh thái bao gồm tất cả các phương pháp, bao gồm hữu cơ, tái tạo các phương pháp sinh thái như: ngăn chặn xói mòn đất, thấm và giữ nước, cô lập carbon dưới dạng mùn và tăng đa dạng sinh học. Nhiều kỹ thuật được sử dụng bao gồm không không cày, trồng xen canh, trồng luống, canh tác ruộng bậc thang, trồng cây vành đai,...

## Lợi ích
Canh tác sinh thái bao gồm việc áp dụng các loài cộng sinh khi có thể để hỗ trợ sự bền vững sinh thái của trang trại. Các lợi ích liên quan bao gồm giảm nợ sinh thái và loại bỏ các vùng chết.
Nông nghiệp sinh thái là một sự phát triển tiên phong, thiết thực nhằm tạo ra các hệ thống quản lý đất đai bền vững toàn cầu và khuyến khích xem xét lại tầm quan trọng của việc duy trì đa dạng sinh học trong sản xuất lương thực và các sản phẩm nông nghiệp.
Một lựa chọn có thể thấy trước là phát triển automata chuyên dụng để quét và xử lí tình trạng của đất và thực vật liên quan đến chăm sóc chuyên sâu cho đất và cây trồng. Theo đó, chuyển đổi sang canh tác sinh thái có thể tận dụng lợi thế của thời đại thông tin một cách tốt nhất và được công nhận là người dùng chính của hệ thống robot và chuyên gia.

## Thử thách
Thách thức đối với khoa học canh tác sinh thái là có thể làm cho hệ thống thực phẩm sản xuất chính thống bền vững hoặc thậm chí tái tạo. Mối quan hệ giữ vị trí  trang trại và người tiêu dùng có ý nghĩa rất lớn trong việc xâm nhập lĩnh vực canh tác sinh thái, việc này có thể làm giảm thiểu thiệt hại đến sinh quyển bởi gây ra bởi việc thải khí động cơ đốt trong vận chuyển lương thực hiện nay.
Thiết kế của trang trại sinh thái ban đầu bị hạn chế bởi những hạn chế giống như canh tác thông thường: khí hậu địa phương, tính chất vật lý của đất, ngân sách để bổ sung đất có lợi, nhân lực và máy móc tự động có sẵn; tuy nhiên, quản lý nước lâu dài bằng phương pháp canh tác sinh thái có khả năng bảo tồn và tăng khả năng cung cấp nước cho khu vực đồng thời yêu cầu ít hơn rất nhiều để duy trì sự phì nhiêu của đất.

## Nguyên tắc
Một số nguyên tắc duy nhất cho canh tác sinh thái cần được xem xét.
- Sản xuất thực phẩm phải là sinh thái cả về nguồn gốc lẫn quá trình sử dụng.[Notes 1]
- Tích hợp các loài duy trì  hệ sinh thái trong khi cung cấp lựa chọn các sản phẩm thay thế.[6]
- Hạn chế tối đa việc vận chuyển, đóng gói, tiêu thụ năng lượng và chất thải.
- Xác định một hệ sinh thái mới phù hợp với nhu cầu của con người bằng cách sử dụng kiến thức và kinh nghiệm từ các hệ sinh thái hiện có từ khắp nơi trên thế giới.[7][8][9]
- Áp dụng cơ sở tri thức (cơ sở dữ liệu tiên tiến) về các vi sinh vật đất để khám phá những lợi ích sinh thái của việc có nhiều loại vi sinh vật, việc này được khuyến khích trong các hệ thống sản xuất như Forest Gardens, có thể được đánh giá và tối ưu hóa.